# Lega B 2006 (football americano)
La Lega B 2006 è stata la 15ª edizione del campionato di football americano di secondo livello, organizzato dalla SAFV.

## Squadre partecipanti
| Club                | Città     | Stadio         | Sponsor ufficiale | Risultato nella stagione 2005 |
| ------------------- | --------- | -------------- | ----------------- | ----------------------------- |
| Fribourg Cardinals  | Friburgo  |                |                   |                               |
| Geneva Seahawks     | Ginevra   |                |                   | Quinto posto in Lega B        |
| Landquart Broncos   | Igis      |                |                   | Sesto posto in LNA            |
| Sankt Gallen Vipers | San Gallo |                |                   | Quinto posto in LNA           |
| Thun Tigers         | Thun      | Stadion Lachen |                   | Secondo posto in Lega B       |

## Stagione regolare

### Calendario

#### 1ª giornata
| 2 aprile 2006 | Landquart Broncos | 58 – 14 | Fribourg Cardinals |  |

#### 2ª giornata
| 9 aprile 2006 | Landquart Broncos | 32 – 0 | Geneva Seahawks |  |

| 9 aprile 2006 | Sankt Gallen Vipers | 0 – 56 | Thun Tigers |  |

#### 3ª giornata
| 15 aprile 2006 | Thun Tigers | 50 – 0 (d.g.s.) | Geneva Seahawks |  |

| 17 aprile 2006 | Sankt Gallen Vipers | 0 – 52 | Fribourg Cardinals |  |

#### 4ª giornata
| 30 aprile 2006 | Geneva Seahawks | 12 – 0 | Fribourg Cardinals |  |

| 30 aprile 2006 | Thun Tigers | 59 – 13 | Landquart Broncos |  |

#### 5ª giornata
| 7 maggio 2006 | Fribourg Cardinals | 0 – 34 | Thun Tigers |  |

| 7 maggio 2006 | Sankt Gallen Vipers | 0 – 71 | Landquart Broncos |  |

#### 6ª giornata
| 14 maggio 2006 | Geneva Seahawks | 0 – 47 | Thun Tigers |  |

| 14 maggio 2006 | Fribourg Cardinals | 10 – 0 | Sankt Gallen Vipers |  |

#### 7ª giornata
| 21 maggio 2006 | Landquart Broncos | 50 – 0 (d.g.s.) | Sankt Gallen Vipers |  |

| 21 maggio 2006 | Thun Tigers | 30 – 0 | Fribourg Cardinals |  |

#### 8ª giornata
| 25 maggio 2006 | Geneva Seahawks | 50 – 0 (d.g.s.) | Sankt Gallen Vipers |  |

#### 9ª giornata
| 28 maggio 2006 | Sankt Gallen Vipers | 6 – 38 | Geneva Seahawks |  |

| 28 maggio 2006 | Fribourg Cardinals | 20 – 26 | Landquart Broncos |  |

#### 10ª giornata
| 11 giugno 2006 | Landquart Broncos | 36 – 35 | Thun Tigers |  |

| 11 giugno 2006 | Fribourg Cardinals | 50 – 0 (d.g.s.) | Geneva Seahawks |  |

#### 11ª giornata
| 18 giugno 2006 | Geneva Seahawks | 0 – 30 | Landquart Broncos |  |

| 18 giugno 2006 | Thun Tigers | 55 – 0 () | Sankt Gallen Vipers |  |

### Classifica
La classifica della regular season è la seguente:
- PCT = percentuale di vittorie, G = partite giocate, V = partite vinte, P = partite perse, PF = punti fatti, PS = punti subiti
- Le prime due classificate si sfidano nella finale; la vincente è promossa in LNA 2007 (verde)

| Pos. | Squadra             | PCT  | G | V | P | PF  | PS  |
| ---- | ------------------- | ---- | - | - | - | --- | --- |
| 1    | Thun Tigers         | .875 | 8 | 7 | 1 | 366 | 49  |
| 2    | Landquart Broncos   | .875 | 8 | 7 | 1 | 316 | 128 |
| 3    | Fribourg Cardinals  | .375 | 8 | 3 | 5 | 146 | 160 |
| 4    | Geneva Seahawks     | .375 | 8 | 3 | 5 | 100 | 215 |
| 5    | Sankt Gallen Vipers | .000 | 8 | 0 | 8 | 6   | 382 |

## Finale
| 9 luglio 2006 | Thun Tigers | 41 – 20 | Landquart Broncos |  |

## Verdetti
- Thun Tigers promossi in LNA 2007